# Hotel Beaumont
El hotel Beaumont es un hotel ubicado en Beaumont (Texas), Estados Unidos.

## Historia
Fue construido en 1922 por un grupo de 277 inversores. Se gastó un millón de dólares para construir la estructura. El edificio tiene 11 pisos de altura y 250 habitaciones. Contiene dos salones de baile, el Rose Room y el Sky Room on the Roof, los cuales se utilizaron muchas veces durante la historia del edificio. Está en Orleans Street cerca de Pearl Street (U.S. Route 90).
El edificio se utilizó como comunidad de jubilados entre 1977 y 2011. En 2000 se completó una restauración completa del edificio, excluyendo el Rose Room y el Sky Room on the Roof. Desde su subasta en 2014, el hotel permanece abandonado.
Fue incluido en el Registro Nacional de Lugares Históricos el 14 de abril de 1974.